# Distriktsgemeinde
Distriktsgemeinde ist die Bezeichnung für ein Konzept einer über die Belange der einzelnen Gemeinde hinausgehenden kommunalen Selbstverwaltung im Königreich Bayern.

## Geschichte
Mit dem bayerischen Gemeindeedikt von 1818 wurde bereits die Möglichkeit geschaffen, von Seiten des Staates für einen benannten Zweck Distriktsgemeinden zu schaffen. Sie waren nicht rechtsfähig und wurden nach Erreichen ihres Zwecks wieder aufgelöst.
1852 schuf das Königreich Bayern mit dem Distriktsratsgesetz vom 28. Mai 1852 sogenannte Distriktsgemeinden, mit denen in Bayern erstmals zumindest ansatzweise das Prinzip der über die Gemeinde hinausgehenden kommunalen Selbstverwaltung realisiert wurde. Diese Distriktsgemeinden regelten überörtliche Angelegenheiten, wie zum Beispiel den überörtlichen Straßenbau. Für jeden Landgerichtsbezirk gab es einen Distriktsrat. Diese Distriktsgemeinden blieben auch nach der Schaffung der Bezirksämter 1862 bestehen. 1919 wurden die Distriktsgemeinden durch die räumlich mit den Bezirksämtern deckungsgleichen und in ihrer Stellung als Selbstverwaltungsorgane deutlich gestärkten Bezirke (seit 1939 Landkreise) ersetzt.